# Lemmings 2: The Tribes
Lemmings 2: The Tribes är ett datorspel från 1993, och uppföljaren till Lemmings. Precis som föregångaren utvecklades spelet av DMA Design och utgavs av Psygnosis.
Spelet porterades från Amiga till bland annat: DOS, Sega Mega Drive, SNES, Game Boy, Acorn Archimedes, Atari ST och FM Towns. Amiga CD32-versionen släpptes aldrig. Spelet porterades även till Sega Master System och Sega Game Gear, men dessa versioner släpptes aldrig kommersiellt.

### Fotnoter
1. ↑  Lemmings Universe: "Games Information", http://www.lemmingsuniverse.net/games.html, 2006
2. ↑  http://www.smspower.org/forums/viewtopic.php?t=8528